# Пестроглазка русская
Пестроглазка русская, или бархатница русская, или меланаргия русская, или суворовка (Melanargia russiae) — вид дневных бабочек из семейства Бархатницы.

## Описание

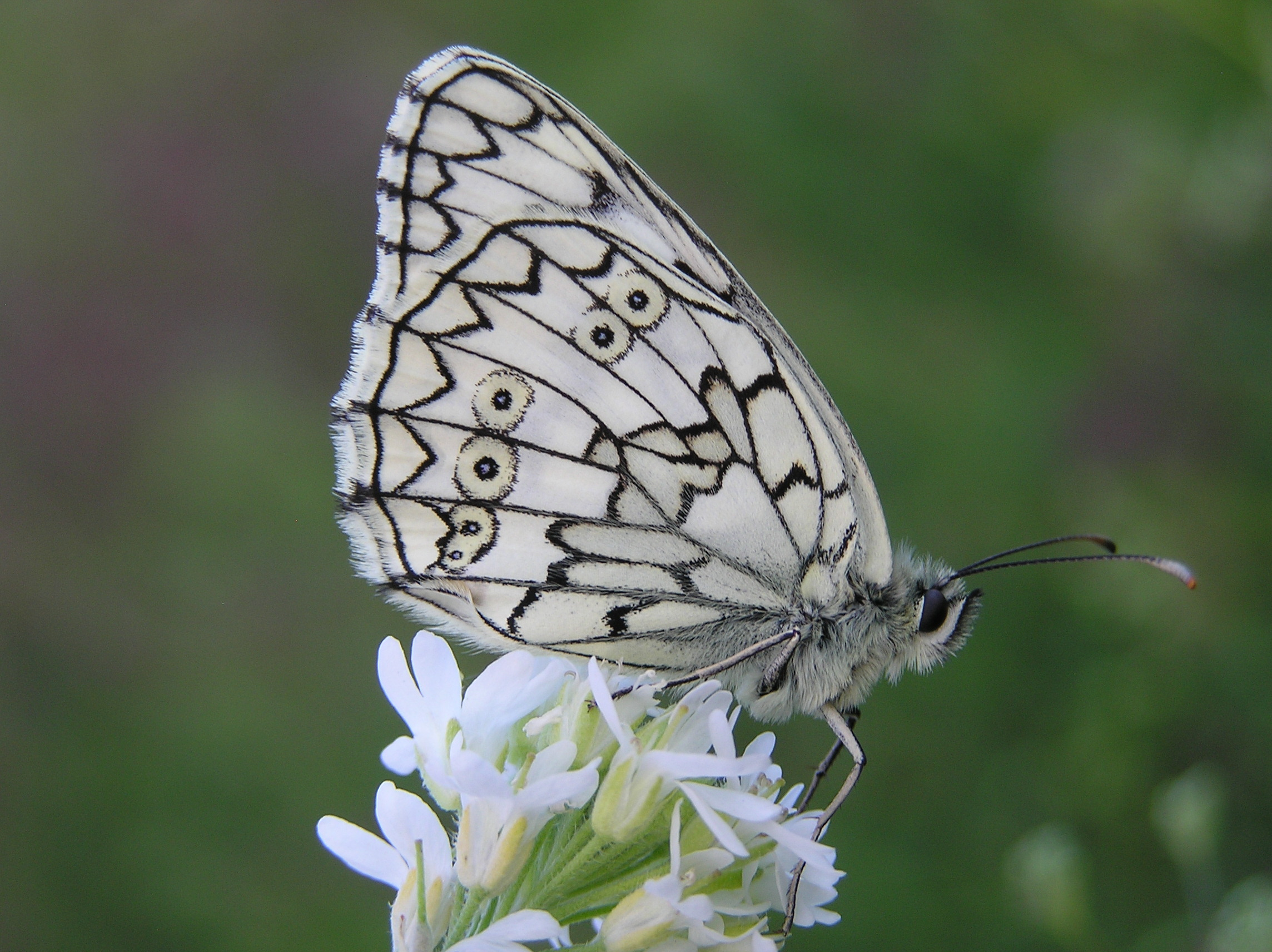
Нижняя сторона крыльев

Длина переднего крыла 25—33 мм. Крыловой рисунок светлый, без обширных темных полей и прикорневого затемнения. На переднем крыле дискальное пятно со светлой серединой, центральная ячейка крыла белая, пересекается тонкой изломанной линией. Задние крылья на верхней стороне с обширным белым прикорневым пятном. Через крылья проходит выраженная зигзагообразная линия, образованная V-образными фрагментами в каждой ячейке. Глазчатые пятна на обеих сторонах крыльев. Половой диморфизм выражен слабо — самки окрашены несколько темнее, фон (в особенности на нижней стороне заднего крыла) с выраженной желтизной.

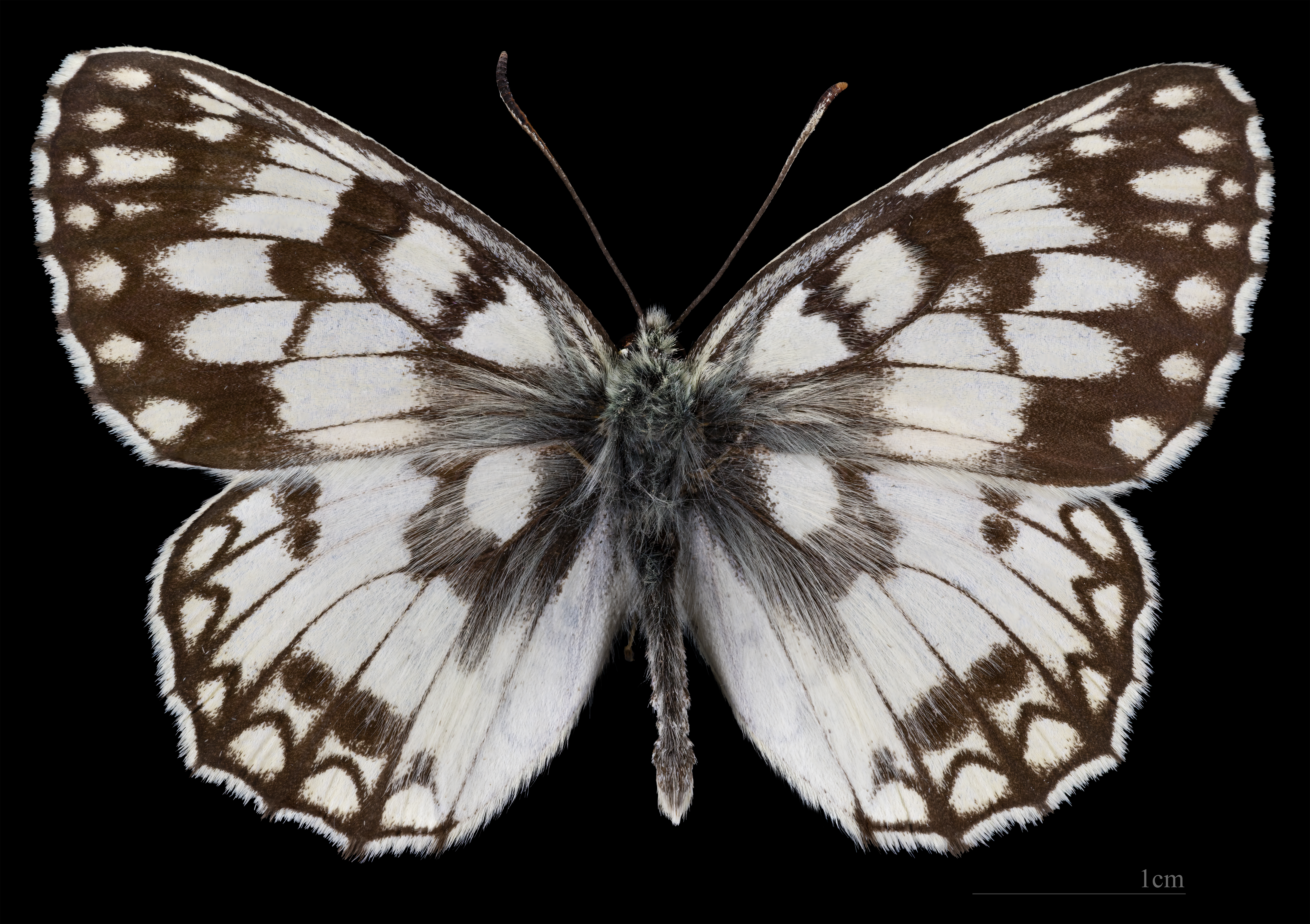
Melanargia russiae japygia ♂
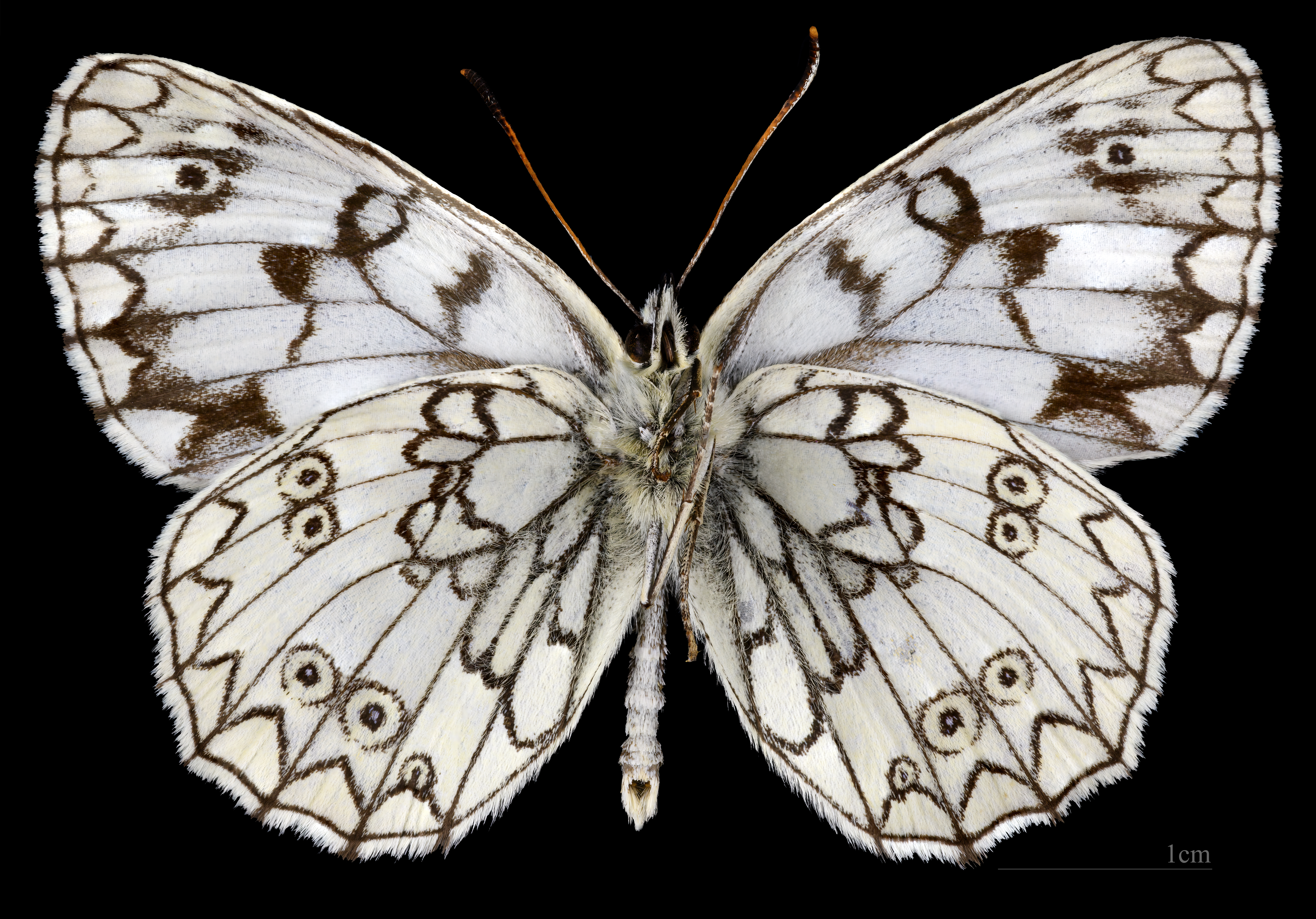
Melanargia russiae japygia ♂  △
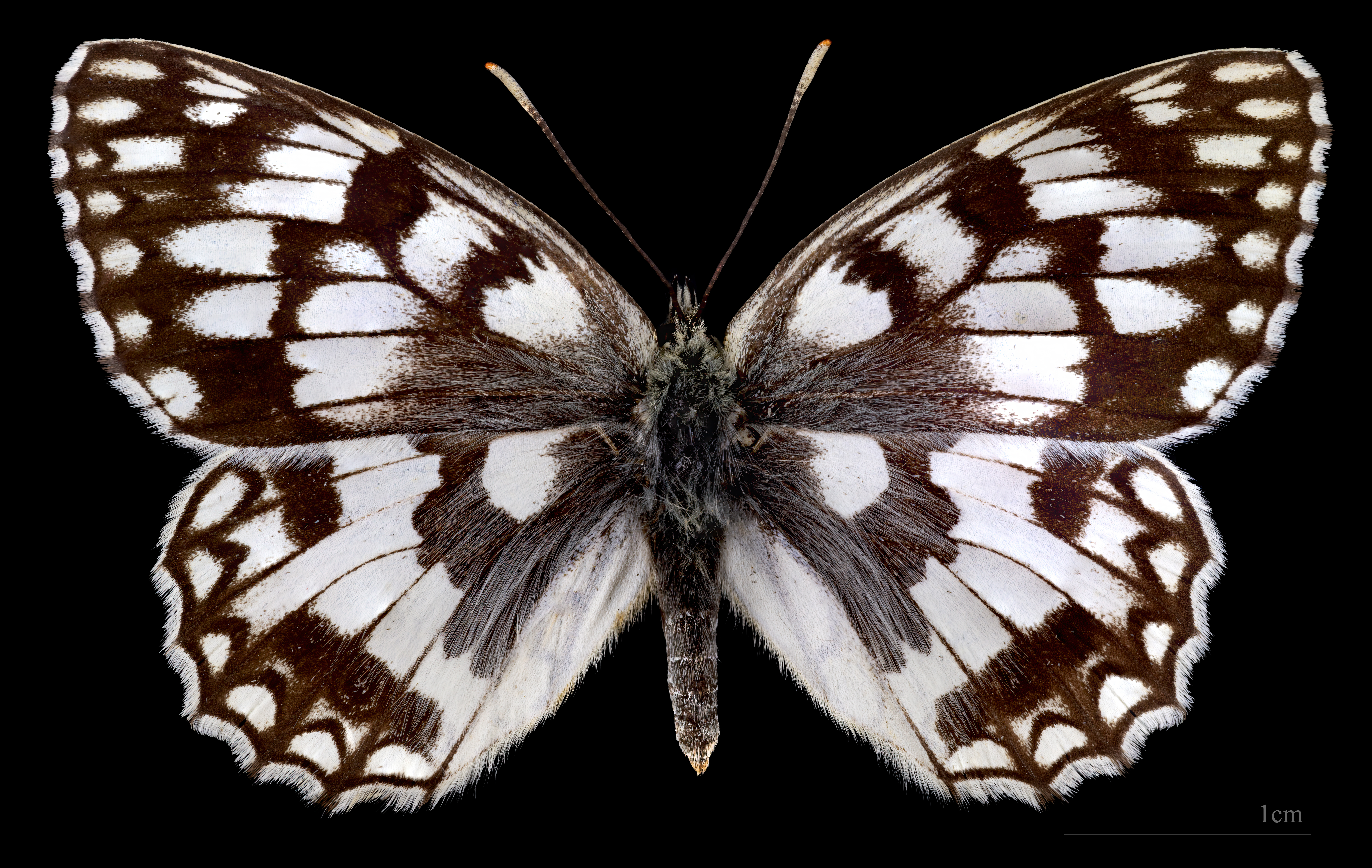
Melanargia russiae japygia ♀
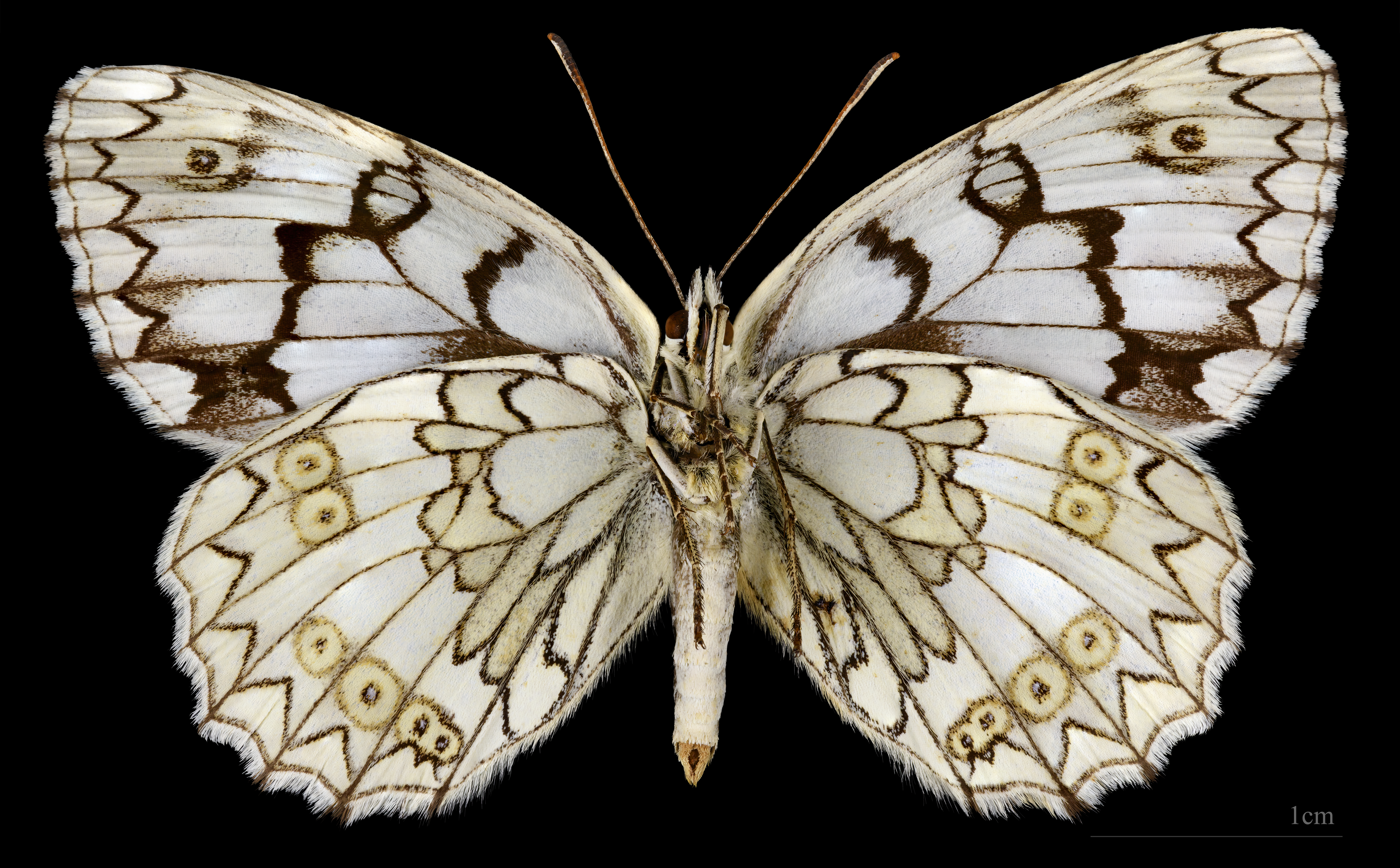
Melanargia russiae japygia ♀  △

## Ареал
Северная Португалия, Южная Франция, Северная и Восточная Испания, Италия, Закавказье, Восточная Турция, Кавказ, Восточная Украина и юг европейской части России, юг Западной и Средней Сибири, Алтай, Казахстан.

## Местообитание
Встречается преимущественно в степных и лугово-степных сообществах, засушливые редколесьях. Также населяет степи различных типов, остепненные овраги, луговины у лесных массивов, горные остепненные и кустарниковые склоны, поляны. В Предкавказье и Центральном Кавказе населяют высокотравные луга, близкие к субальпийским, а также участки разреженных лесов. На территории Воронежской области и на юго-востоке Украины преимущественно населяет каменистые остепненные балки.

## Биология
Развивается в одном поколении за год. Время лёта бабочек с начала июня по середину июля, местами по третью декаду июля. Часто питаются на крупных соцветиях чертополоха, бобовых. Самки откладывают по одному яйца на листья и стебли кормового растения (Brachypodium, Bromus, Elytrigia, Phleum pratense, мятлик, ковыль). Зимует стадия гусеницы. Гусеница зелёного цвета, с белыми линиями, проходящими вдоль спины. Куколка светло-коричневого цвета.